# Zarja
Zarja je žensko osebno ime.

## Izvor imena
Ime Zarja je različica ženskega osebnega imena Zora.

## Pogostost imena
Po podatkih Statističnega urada Republike Slovenije je bilo na dan 31. decembra 2007 v Sloveniji število ženskih oseb z imenom Zarja: 297.

## Osebni praznik
V koledarju je ime Zarja skupaj z imenoma Zora oziroma Avrelija; god praznuje 25. septembra (Avrelija, devica), ali pa 15. okrobra (Avrelija, alzaška spokornica, † 15. okt. 1027).